# تي جاي رودجرز
تي جاي رودجرز (بالإنجليزية: T. J. Rodgers)‏ هو مخترع ورئيس تنفيذي وشخصية أعمال أمريكي، ولد في 15 مارس 1948 في أوشكوش في الولايات المتحدة.